# Biblioteka Uniwersytetu Śląskiego
Biblioteka Uniwersytetu Śląskiego w Katowicach (BUŚ) – biblioteka akademicka Uniwersytetu Śląskiego, założona w 1968 roku, tworząca z bibliotekami specjalistycznymi system biblioteczno-informacyjny UŚ. Wspólnie z Biblioteką Uniwersytetu Ekonomicznego w Katowicach współtworzy Centrum Informacji Naukowej i Bibliotekę Akademicką (CINiBA).

## Nazwa
Pierwotna nazwa Biblioteka Główna Uniwersytetu Śląskiego oraz biblioteki zakładowe została zmieniona pod koniec lat 90. XX w. na Biblioteka Uniwersytetu Śląskiego i biblioteki specjalistyczne.

## Siedziba
W latach 1968–1973 zajmowała pomieszczenia byłej biblioteki Wyższej Szkoły Pedagogicznej przy ul. Szkolnej 9 w Katowicach, 1973-2012 lokale w budynku Wydziału Matematyki, Fizyki i Chemii UŚ przy ul. Bankowej 14, od 2012 zbiory przeniesiono do gmachu Centrum Informacji Naukowej i Biblioteki Akademickiej przy ul. Bankowej 11a.

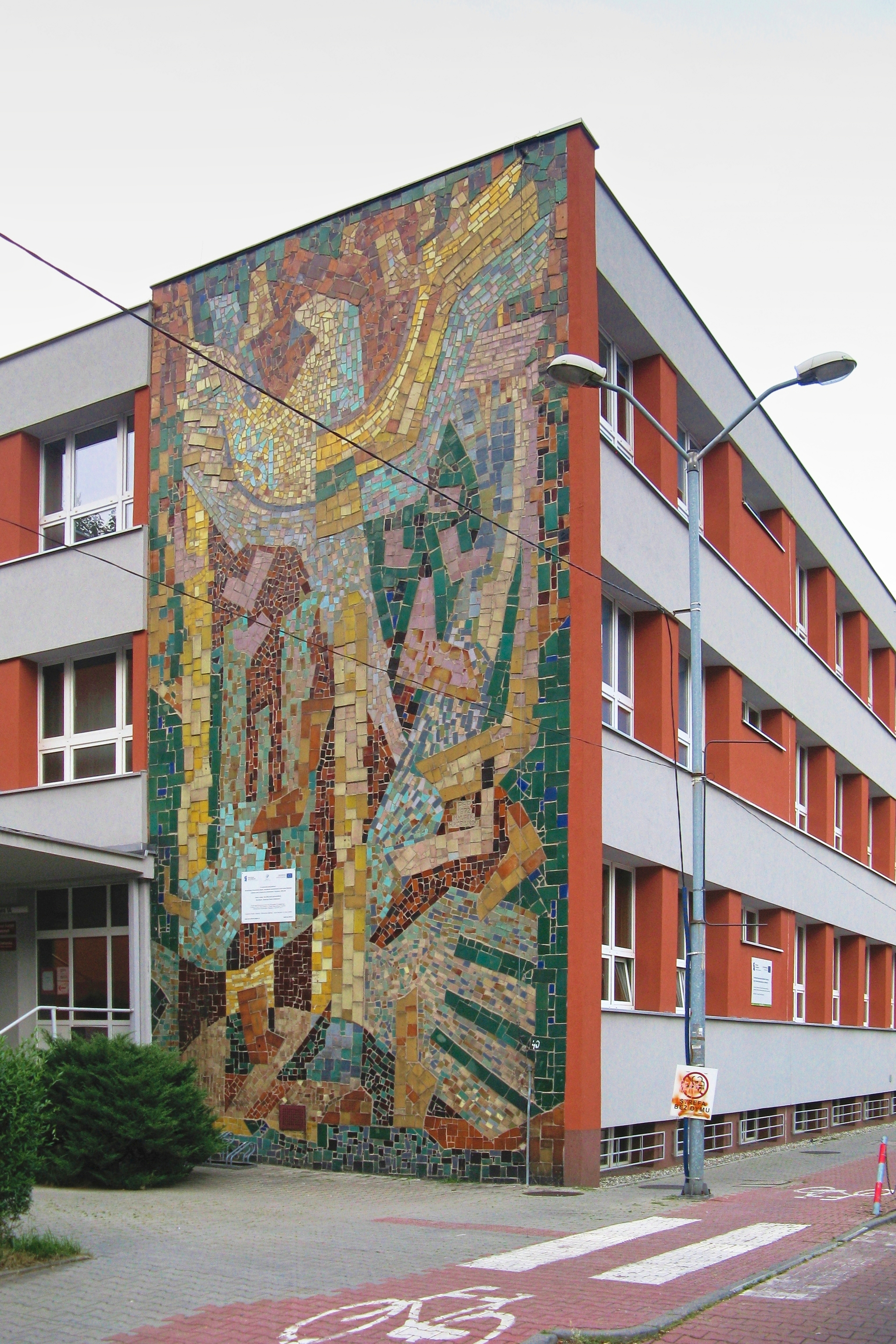
Wydział Matematyki, Fizyki i Chemii UŚ przy ul. Bankowej 14

## Historia
- 1 sierpnia 1968 – powstanie Biblioteki
- 1992 – początek komputeryzacji – pierwsze komputery z oprogramowaniem MICRO CDS/ISIS i APIN-UDOS
- 1995  – uruchomienie pierwszej strony internetowe posadowionej na serwerach Centrum Technik Obliczeniowej UŚ
- 1996  – rozpoczęcie udostępniania baz danych na CD-ROM w systemie Info Ware
- 1996  – rozpoczęcie komputerowej rejestrację czytelników i elektronicznego udostępniania zbiorów (program APIN-UDOS)
- 1998  – zakupienie zintegrowanego systemu biblioteczno-informacyjnego PROLIB (początek tworzenia wspólnej bazy bibliotek sieci UŚ opracowywanej metodą współkatalogowania)
- 1998  – uruchomienie samodzielnej strony internetowej http://www.bg.us.edu.pl, posadowionej na serwerze zlokalizowanym w Bibliotece
- 2001  – podjęcie współpracy z Centrum Formatów i Kartotek Wzorcowych (CKHW)
- 2002  – rozpoczęcie współpracy przy tworzeniu katalogu centralnego polskich bibliotek naukowych i akademickich NUKAT
- 2002  – udostępniono elektroniczne zamawianie książek za pomocą OPAC WWW z dowolnego miejsca przez całą dobę
- 2006  – zawarcie "Porozumienia o utworzeniu Śląskiej Biblioteki Cyfrowej"
- 2010  – uruchomienie Biblioteki Cyfrowej UŚ
- 2010  – wmurowanie kamienia węgielnego pod budowę nowego gmachu Biblioteki
- 2011  – utworzenie Centrum Informacji Naukowej i Biblioteki Akademickiej (CINiBA)
- 2012  – uruchomienie Centrum Informacji Naukowej i Biblioteki Akademickiej (CINiBA) dla czytelników[1][4][5]
- 2019  – reorganizacja systemu biblioteczno-informacyjnego w związku z wdrożeniem na Uniwersytecie Śląskim ustawy „Prawo o szkolnictwie wyższym i nauce”[6]

## Charakterystyka księgozbioru
Księgozbiór ma charakter uniwersalny, ze szczególnym uwzględnieniem zbiorów z zakresu dziedzin reprezentowanych na Uniwersytecie Śląskim.
Podstawę księgozbioru stanowiły zbiory biblioteki Filii Wydziału Prawa i Administracji Uniwersytetu Jagiellońskiego w Katowicach i biblioteki Wyższej Szkoły Pedagogicznej. W chwili otwarcia biblioteki liczył 93 tys. woluminów książek i czasopism.
W 2018 r. stan księgozbioru wynosił 679455 tys. książek i 110886 tys. czasopism.  
Księgozbiór uzupełniany jest przez bieżące zakupy księgarskie i antykwaryczne oraz drogą darów osób prywatnych i instytucji. Przejmowane są również księgozbiory likwidowanych bibliotek specjalistycznych UŚ.
W zbiorach znajdują się m.in. księgozbiory: Zenona Klemensiewicza, Mieczysława Karasia (językoznawstwo), Stefana Rozmaryna, Jerzego Sawickiego, Ludwika Ehrlicha, Jana Gwiazdomorskiego (prawo), Adama Włodzimierza Münnicha (literatura piękna), Mariana Tyrowicza (historia Polski i powszechna), Janusza Michułowicza i Kazimierza Obtułowicza (harcerstwo), bibliofilska kolekcja Zygmunta Żuławskiego, humanistyczny księgozbiór Bogdana Suchodolskiego, księgozbiór warszawskiego bibliofila Kazimierza Neusteina oraz kolekcja Franciszki i Stefana Themersonów.
W zbiorach biblioteki znajduje się wiele wydawnictw dziewiętnastowiecznych oraz niewielka kolekcja rękopisów i starych druków. Najstarszym rękopisem jest Biblia łacińska z prologami (Francja 1 poł. XIII w.), inkunabułem Aphorismi secundum dodtrinam Geleni Majmonides. (Bolonia, 1489).
Biblioteka udostępnia również polskie i zagraniczne czasopisma oraz bazy danych.

## Struktura organizacyjna
- Dyrektor i Zastępca Dyrektora BUŚ
- Oddział Udostępniania Zbiorów
- Oddział Gromadzenia Zbiorów
- Oddział Opracowania Zbiorów
- Oddział Zbiorów Matematyczno-Chemicznych
- Oddział Informacji Naukowej
- Oddział Czasopism
- Oddział Zbiorów Specjalnych
- Oddział Kontroli i Ewidencji Zbiorów
- Oddział Obsługi Informatycznej Bibliotek
- Koordynator ds. Bibliotek Specjalistycznych (wcześniej Oddział Organizacji i Koordynacji Pracy; Oddział Bibliotek Zakładowych)
- Pracownia ds. Badań Naukometrycznych
- Pracownia Reprograficzna
- Samodzielna Sekcja Administracyjno-Gospodarcza[17]

Od 2007
- Dyrektor i Zastępca Dyrektora BUŚ
- Oddział Udostępniania Zbiorów i Informacji Naukowej (z Pracownią Zbiorów Specjalnych i Sekcją Magazynową)
- Oddział Gromadzenia, Uzupełniania i Opracowania Zbiorów(ze stanowiskiem bibliotekarza systemowego)
- Samodzielna Sekcja Kontroli i Selekcji Zbiorów
- Oddział Obsługi Informatycznej Bibliotek
- Koordynator ds. Bibliotek Specjalistycznych
- Samodzielna Sekcja Administracyjno-Gospodarcza

Od 2012
- Dyrektor BUŚ

- Departament Udostępniania Zbiorów i Informacji Naukowej
- Departament Gromadzenia, Uzupełniania i Opracowania Zbiorów
- Departament Informatyczny
- Samodzielna Sekcja Kontroli i Selekcji Zbiorów
- Biuro Centrum
- Sekcja Obsługi Nauki[20]

## System biblioteczno-informacyjny

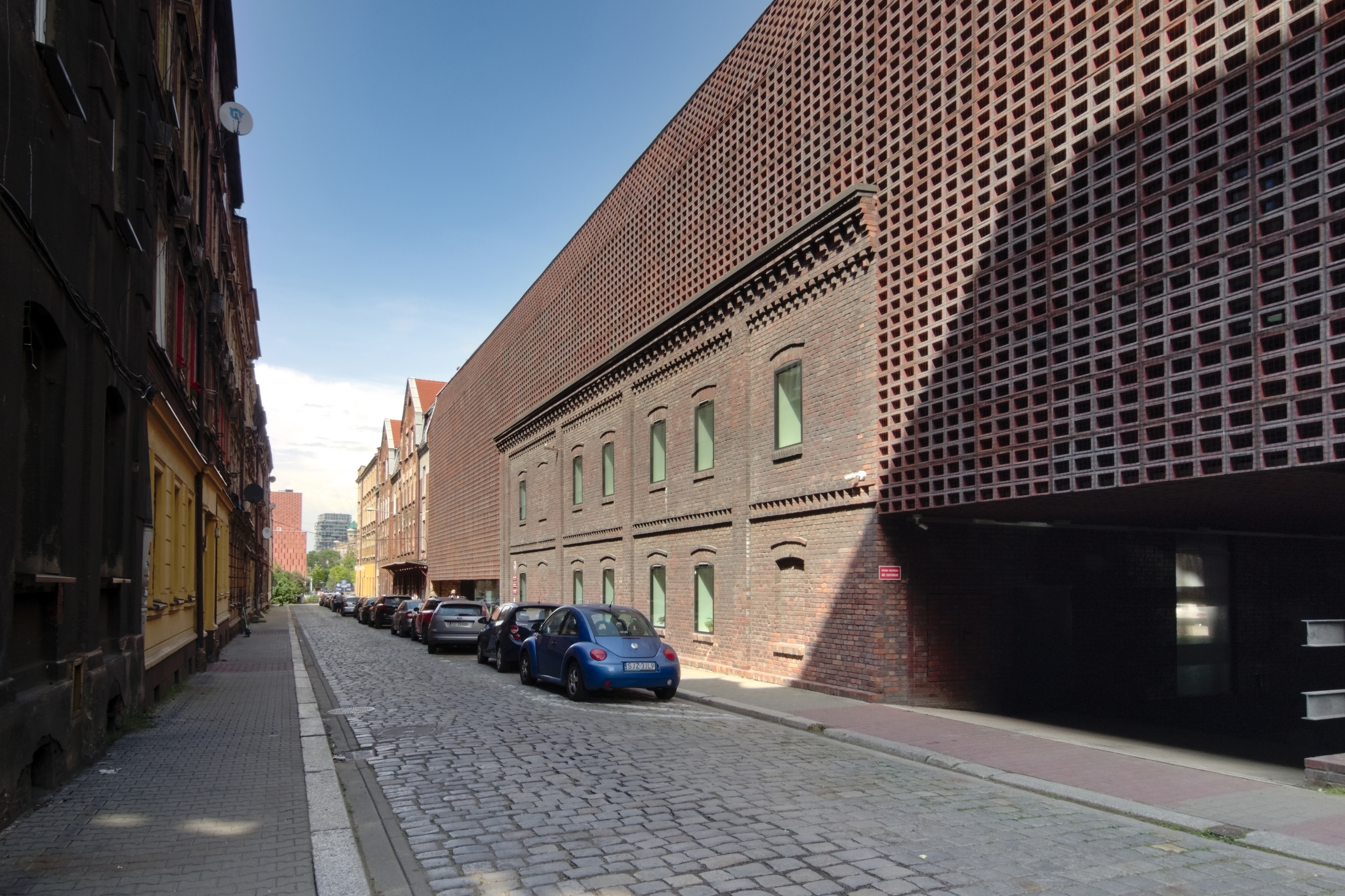
Filmoteka Szkoły Filmowej im. Krzysztofa Kieślowskiego (2024)

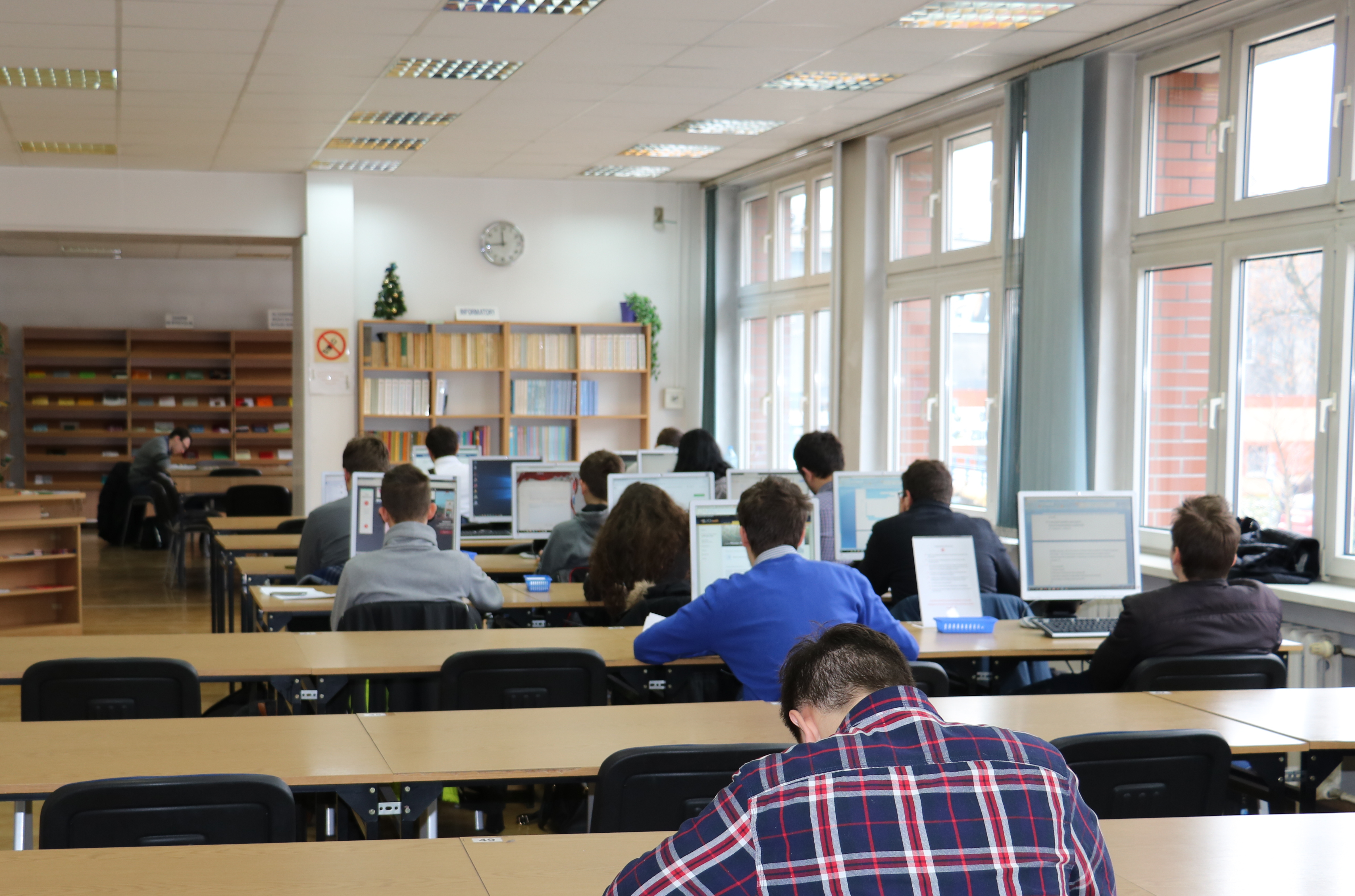
Czytelnia biblioteki Wydziału Nauk Społecznych (2018)

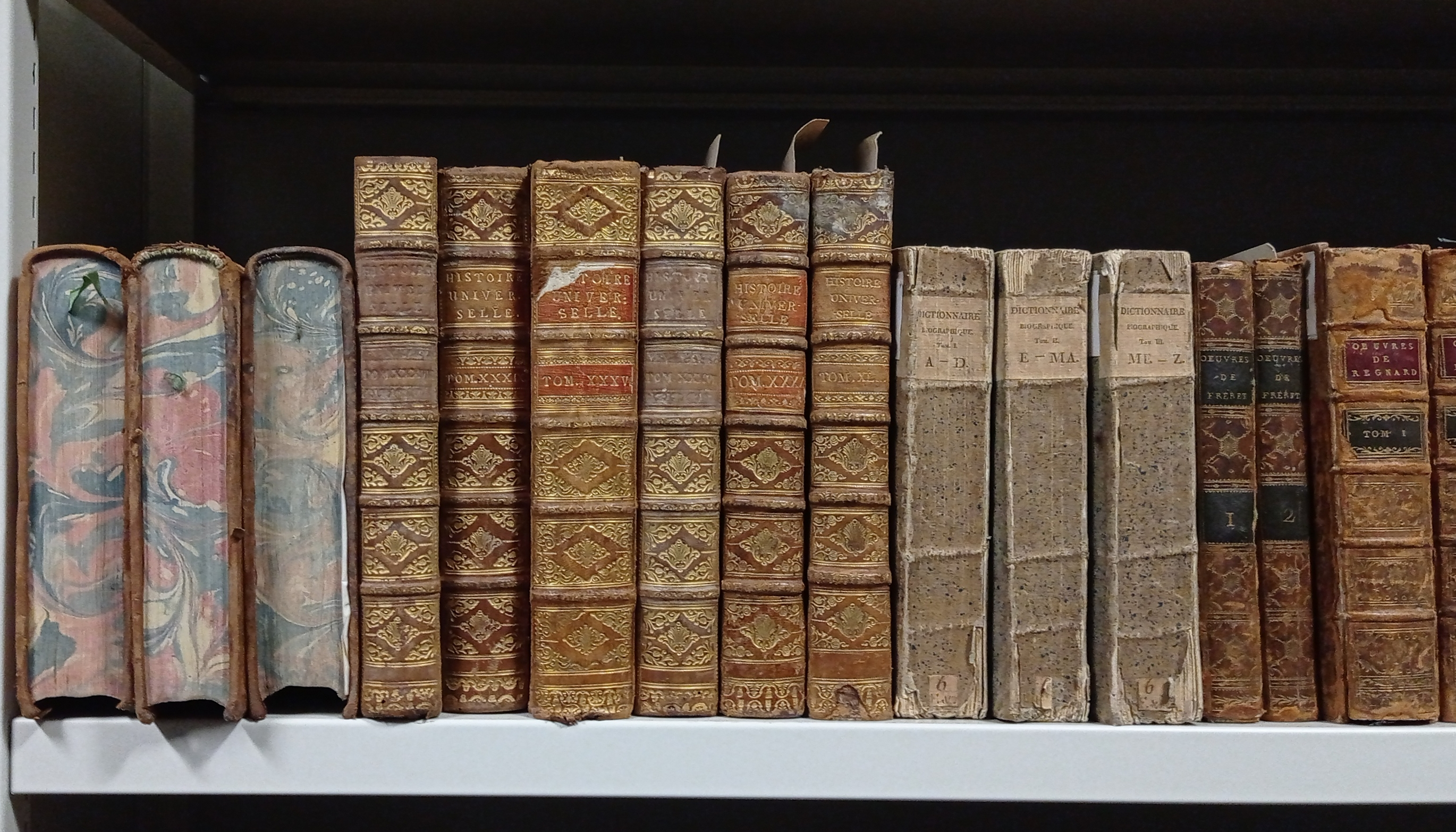
Francuskie starodruki z kolekcji BUŚ

Początkowo organizacja sieci BUŚ pokrywała się ze strukturą organizacyjną Uniwersytetu Śląskiego i składała się z Biblioteki Głównej i 5 bibliotek zakładowych (Wydziału Humanistycznego, Wydziału Prawa, Wydziału Wychowania Technicznego, Instytutu Chemii i Instytutu Fizyki. Rozrastający się system biblioteczny tworzyły biblioteki wydziałowe, instytutowe, katedralne, jednostek ogólnouczelnianych, pozawydziałowych oraz prowadzone we współpracy z instytucjami pozauniwersyteckimi:
- Biblioteka Wydziału Biologii i Ochrony Środowiska
- Biblioteka Wydziału Filologicznego UŚ w Katowicach
- Biblioteka Wydziału Filologicznego UŚ w Sosnowcu
- Biblioteka Wydziału Informatyki i Nauki o Materiałach
- Biblioteka Wydziału Nauk o Ziemi
- Biblioteka Wydziału Nauk Społecznych
- Biblioteka Wydziału Pedagogiki i Psychologii
- Biblioteka Wydziału Prawa i Administracji
- Biblioteka Wydziału Radia i Telewizji
- Biblioteka Instytutu Fizyki
- Biblioteka Instytutu Filologii  Angielskiej
- Biblioteka Instytutu Filologii Germańskiej
- Biblioteka Instytutu Filologii Romańskiej
- Biblioteka Instytutu Filologii Słowiańskiej
- Biblioteka Instytutu Filologii Wschodniosłowiańskiej
- Biblioteka Katedry Filologii Klasycznej
- Biblioteka Polonistyczna
- Biblioteka Zakładu Bibliotekoznawstwa i Informacji Naukowej
- Biblioteka Teologiczna
- Biblioteka Uniwersytetu Śląskiego. Oddział w Cieszynie
- Biblioteka Brytyjska
- Biblioteka Kolegium Języka Biznesu w Sosnowcu
- Centrum Kultury i Informacji Amerykańskiej American Corner
- Biblioteka Międzynarodowej Szkoły Nauk Politycznych
- Biblioteka Niemiecka
- Biblioteka Studium Praktycznej Nauki Języków Obcych
- Biblioteka Studium Wojskowego
- Biblioteka Szkoły Zarządzania
- Biblioteka w Ośrodku Dydaktycznym w Rybniku

Od października 2019 r. wszystkie biblioteki specjalistyczne stały się oddziałami BUŚ (Biblioteka Nauk Społecznych, Biblioteka Neofilologiczna, Biblioteka Nauk o Ziemi, Biblioteka Prawnicza, Biblioteka Sztuki Filmowej, Biblioteka Teologiczna, Oddział BUŚ w Cieszynie) lub jej sekcjami (Biblioteka Niemiecka (Deutscher Lesesaal), Centrum Kultury i Informacji Amerykańskiej „American Corner”).
Oddziały Specjalistyczne Biblioteki Uniwersytetu Śląskiego (stan na 2024 rok):
- American Corner Katowice – Centrum Kultury i Informacji Amerykańskiej
- Biblioteka Prawnicza
- Biblioteka Nauk Społecznych
- Biblioteka Teologiczna
- Biblioteka Sztuki Filmowej
- Biblioteka Nauk o Ziemi
- Biblioteka Neofilologiczna
- Biblioteka w Cieszynie – Oddział Biblioteki Uniwersytetu Śląskiego w Cieszynie

## Dyrektorzy
- Piotr Stasiak (1968-1971)
- Jerzy Ratajewski (1971-1976)
- Henryk Kot (1976-1977)
- Włodzimierz Goriszowski (1977-1978)
- Antoni Molenda (1978-1980)
- Wanda Dziadkiewicz (1982-2003)
- Dariusz Pawelec (od 2004)[24]

## Bazy
- Bibliografia Dorobku Pracowników UŚ – baza bibliograficzna dokumentująca dorobek piśmienniczy i artystyczny pracowników UŚ, przekazuje dane do bazy „Polska Bibliografia Naukowa”(PBN), będącej częścią Zintegrowanego Systemu Informacji o Nauce i Szkolnictwie Wyższym „POL-on”
- Biblioteka Cyfrowa i Repozytorium Prac Doktorskich UŚ – baza udostępniająca wyłącznie na komputerach sieci bibliotek UŚ wybrane publikacje ze zbiorów bibliotek Uniwersytetu Śląskiego. Stanowi również repozytorium prac doktorskich Uniwersytetu Śląskiego.
- Repozytorium Uniwersytetu Śląskiego (RE-BUŚ) – otwarta pełnotekstowa baza danych zawierającą publikacje pracowników, doktorantów i studentów UŚ.